# Ronald Zubar
Ronald Zubar (Les Abymes, 20 september 1985) is een Franse-Guadeloups voetballer die sinds januari 2015 uitkomt voor de Amerikaanse voetbalclub New York Red Bulls.  De verdediger speelde eerder onder andere voor de Franse eersteklassers Olympique Marseille en SM Caen en het Engelse Wolverhampton Wanderers.
Zubar komt uit de jeugdopleiding van SM Caen. Op 15 juni 2006 tekende hij een vierjarig contract bij Olympique Marseille. In totaal speelde hij 98 wedstrijden voor de Zuid-Franse club. Op 4 juli 2009 tekende hij een vierjarig contract voor het dan zojuist naar de Premier League gepromoveerde Wolverhampton Wanderers. In 2012 degradeert Wolverhampton uit de Premier League. Op 30 januari 2013 vertrok Zubar transfervrij naar AC Ajaccio. Wolverhampton stemde in met een ontbinding van zijn contract. Bij Ajaccio tekende hij een contract voor 18 maanden. Vervolgens tekende Zubar in 2015 bij de New York Red Bulls.
Zubar speelde in de periode 2004-2007 vijftien interlands voor de Jong Frankrijk, daarin kon hij twee doelpunten scoren. Hij speelde voordien ook in de andere jeugdteams van de Franse nationale ploeg.
Zijn jongere broer Stéphane Zubar is ook een voetballer.